# Javier Romo
Romo  Oliver est un nom espagnol. Le premier nom de famille, en général paternel, est Romo ; le second, en général maternel, souvent omis, est Oliver.
Pour les articles homonymes, voir Romo.
Javier Romo Oliver, né le 6 janvier 1999 à Villafranca de los Caballeros, est un coureur cycliste espagnol.

## Biographie
Ancien triathlète de haut niveau, Javier Romo commence le cyclisme en compétition sur le tard. Lors de la saison 2020, il s'illustre dès sa troisième course sur route en devenant champion d'Espagne espoirs à Jaén, après une démonstration en solitaire,. Il termine également troisième du Tour de Cantabrie et quatrième du Tour de Valence.
En octobre 2023, Movistar annonce recruter Romo pour deux saisons.

## Palmarès
- 2020
  -  Champion d'Espagne sur route espoirs
  - 3e du Tour de Cantabrie
- 2025
  - 3e étape du Tour Down Under
  - 2e du Tour Down Under
  - 4e de la Cadel Evans Great Ocean Road Race
  - 10e du Tour de Romandie

## Résultats sur les grands tours

### Tour de France
1 participation
- 2024 : 23e

### Tour d'Espagne
1 participation
- 2023 : non partant (10e étape)

## Classements mondiaux
| Année                                 | 2020 | 2021 | 2022  | 2023  | 2024 |
| ------------------------------------- | ---- | ---- | ----- | ----- | ---- |
| Classement mondial                    | 662e | 468e | 1518e | 1423e | 244e |
| UCI Europe Tour                       | 535e | 380e | 1015e | nc    | nc   |
|                                       |      |      |       |       |      |
| Légende : nc = non classéSource : UCI |      |      |       |       |      |